# Primera División de baloncesto 1978-79
La temporada 1978-79 de la Liga Española de Baloncesto fue la vigésimo tercera edición de dicha competición. La formaron 12 equipos equipos, jugando todos contra todos a doble vuelta. Los dos últimos descendían directamente. Comenzó el 8 de octubre de 1978 y finalizó el 4 de marzo de 1979. El campeón fue por vigésima vez el Real Madrid CF.

## Equipos participantes
| Equipo                    | Sede              |
| ------------------------- | ----------------- |
| FC Barcelona              | Barcelona         |
| Real Madrid CF            | Madrid            |
| CB Areslux Granollers     | Granollers        |
| UDR Pineda                | Pineda de Mar     |
| CB Askatuak               | San Sebastián     |
| Club Joventut de Badalona | Badalona          |
| CB Cotonificio            | Badalona          |
| CD Manresa                | Manresa           |
| CB Estudiantes            | Madrid            |
| CB Tempus                 | Madrid            |
| CB Mollet                 | Mollet del Vallès |
| CD Basconia               | Vitoria           |

## Clasificación
| Pos. | Equipo                    | Pts. | PJ | G  | E | P  | GF   | GC   | Dif. | Clasificación o descenso             |
| ---- | ------------------------- | ---- | -- | -- | - | -- | ---- | ---- | ---- | ------------------------------------ |
| 1    | Real Madrid               | 59   | 22 | 19 | 2 | 1  | 2358 | 1896 | +462 | Clasificado para la Copa de Europa   |
| 2    | FC Barcelona              | 51   | 22 | 17 | 0 | 5  | 2280 | 1881 | +399 | Clasificado para la Recopa de Europa |
| 3    | Club Joventut de Badalona | 50   | 25 | 16 | 2 | 7  | 2237 | 1974 | +263 | Clasificado para la Copa Korać       |
| 4    | CB Estudiantes            | 40   | 22 | 13 | 1 | 8  | 2114 | 1944 | +170 |                                      |
| 5    | CB Cotonificio            | 40   | 22 | 13 | 1 | 8  | 2057 | 2022 | +35  | Clasificado para la Copa Korać       |
| 6    | Areslux Granollers        | 33   | 22 | 11 | 0 | 11 | 2100 | 2204 | −104 |                                      |
| 7    | Manresa EB                | 30   | 22 | 10 | 0 | 12 | 2018 | 2011 | +7   |                                      |
| 8    | CD Basconia               | 27   | 22 | 9  | 0 | 13 | 1951 | 2130 | −179 |                                      |
| 9    | CB Tempus                 | 27   | 22 | 9  | 0 | 13 | 2204 | 2201 | +3   |                                      |
| 10   | CB Mollet                 | 15   | 22 | 5  | 0 | 17 | 1871 | 2271 | −400 |                                      |
| 11   | UDR Pineda                | 12   | 22 | 4  | 0 | 18 | 1844 | 2139 | −295 | Descenso                             |
| 12   | CB Askatuak               | 9    | 22 | 3  | 0 | 19 | 1815 | 2176 | −361 | Descenso                             |

 Fuente: Linguasport
| Campeón 1979 |
| ------------ |
| Real Madrid  |

## Máximos anotadores
| Pos. | Nombre          | Equipo | Puntos | Partidos | PPP  |
| ---- | --------------- | ------ | ------ | -------- | ---- |
| 1.   | Nate Davis      | ASK    | 724    | 21       | 34.5 |
| 2.   | Webb Williams   | BAS    | 730    | 22       | 33.2 |
| 3.   | Bob Fullarton   | MAN    | 631    | 22       | 28.7 |
| 4.   | Charles Simon   | GRA    | 557    | 21       | 26.5 |
| 5.   | Frank Sowinski  | TEM    | 548    | 22       | 24.9 |
| 6.   | Dave Elmer      | PIN    | 544    | 22       | 24.7 |
| 6.   | Wayne Brabender | RMA    | 517    | 21       | 24.6 |